# Store Brøndum Sogn
Store Brøndum Sogn er et sogn i Rebild Provsti (Aalborg Stift).
I 1800-tallet var Siem Sogn og Torup Sogn annekser til Store Brøndum Sogn. Alle 3 sogne hørte til Hellum Herred i Ålborg Amt. Store Brøndum-Siem-Torup sognekommune blev ved kommunalreformen i 1970 indlemmet i Skørping Kommune, der ved strukturreformen i 2007 indgik i Rebild Kommune.
I Store Brøndum Sogn ligger Store Brøndum Kirke.
I sognet findes følgende autoriserede stednavne:
- Ejstrup (bebyggelse, ejerlav)
- Ejstrup Skovhuse (bebyggelse)
- Ejstrup Skovsteder (bebyggelse)
- Krastrup (bebyggelse)
- Loftshøj (areal)
- Loftshøjgård (bebyggelse)
- Mølholm (bebyggelse, ejerlav)
- Store Brøndum (bebyggelse, ejerlav)